# Michael Pilz (Filmarchitekt)
Michael Pilz (* 3. Juni 1943 in Arnstadt, Deutsches Reich) ist ein deutscher Filmarchitekt, Bühnen- und Szenenbildner.

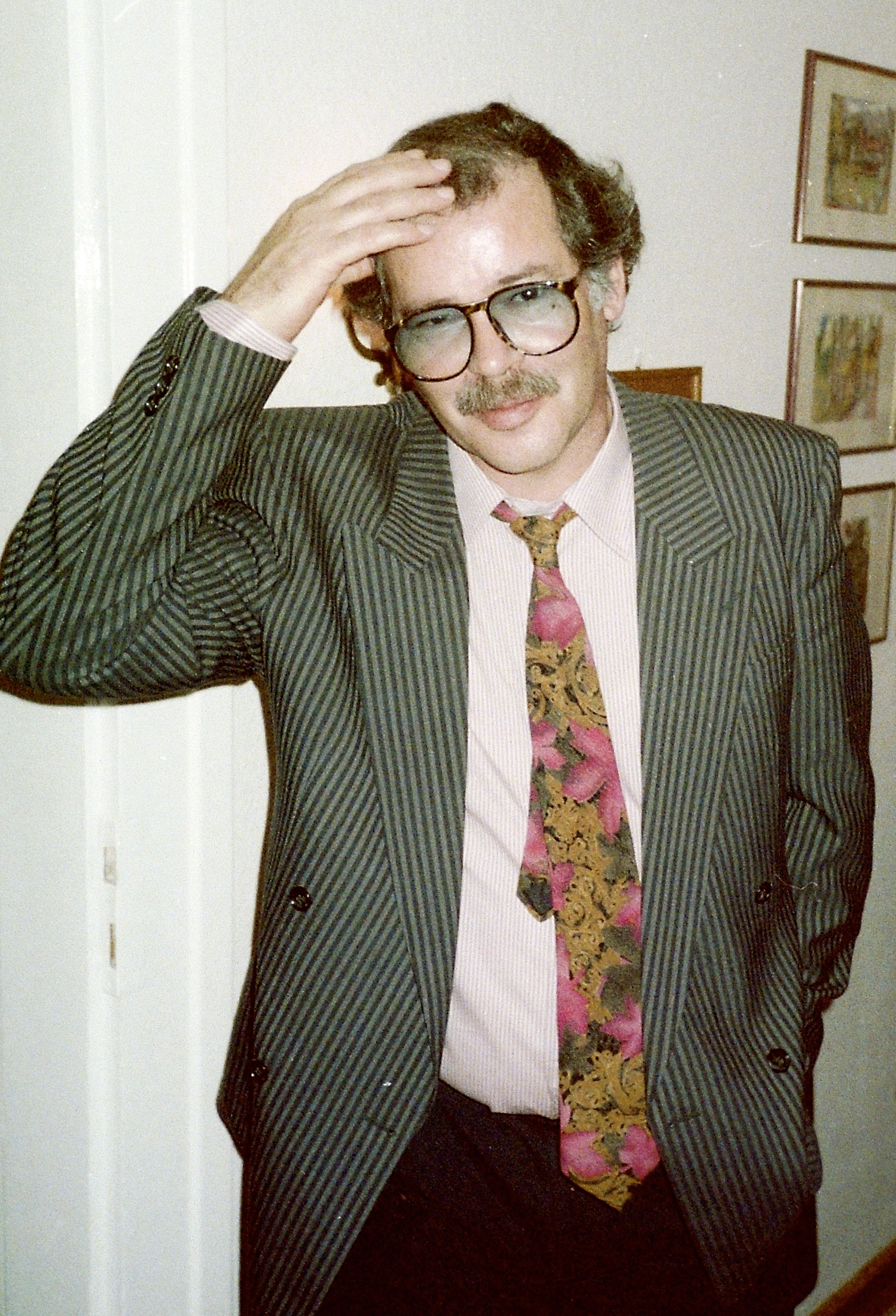
Michael Pilz, Filmarchitekt

## Leben und Wirken
Pilz erhielt von 1961 bis 1965 eine Ausbildung zum Bühnenbildner am Deutschen Nationaltheater Weimar und besuchte die Meisterschule von Franz Havemann. Ab 1965 arbeitete er in dieser Funktion am Nationaltheater. 1969 gelang ihm die Ausreise in den Westen, und der nunmehr in München ansässige Pilz wirkte seit den frühen 1970er Jahren als freischaffender Szenenbildner an einer Fülle von bundesrepublikanischen Fernsehproduktionen mit. Zu seinen ambitioniertesten Designs gehören die Bauten zu sorgfältig gestalteten, historischen Stoffen wie Walter Hasenclever, Der Thronfolger, Preußische Nacht und Hambacher Frühling.
Pilz belieferte mit seinen Dekorationen aber auch eine Fülle von reinen Unterhaltungsserien wie Der kleine Doktor, Graf Yoster gibt sich die Ehre, Schloß Hohenstein - Irrwege zum Glück, Sinan Toprak ist der Unbestechliche, Anna Maria – Eine Frau geht ihren Weg sowie mehrere frühe Folgen der Krimireihe Tatort und zwei Filme der Polizeiruf-110-Reihe. Zu den Regisseuren, mit denen er zusammenarbeitete, zählen unter anderem Eberhard Itzenplitz, Oswald Döpke, Rainer Erler, Klaus Emmerich, Franz Peter Wirth, Oliver Storz, Frank Strecker und Michael Braun.

## Filmografie
Fernsehfilme, wenn nicht anders angegeben
- 1973: Desaster
- 1974: Der kleine Doktor (Serie)
- 1974: Tatort: Zweikampf
- 1974: Graf Yoster gibt sich die Ehre (Serie)
- 1975: Tatort: Die Abrechnung
- 1975: Der Wittiber
- 1975: Tatort: Treffpunkt Friedhof
- 1976: Tatort: Zwei Leben
- 1976: Tatort: Fortuna III
- 1976: Tatort: Abendstern
- 1977: Operation Ganymed
- 1977: Walter Hasenclever
- 1979: Der Thronfolger
- 1981: Preußische Nacht
- 1982: Hambacher Frühling
- 1982: Der Gast
- 1983: Dingo
- 1983: Der Schatz im Haus
- 1983: Das schöne Ende dieser Welt
- 1984: Tapetenwechsel (Kinofilm)
- 1984: Titanic
- 1985: Ami go Home oder Der Fragebogen von Ernst von Salomon
- 1987: Dies Bildnis ist zum Morden schön
- 1987: Das Haus im Nebel
- 1988: Ein naheliegender Mord
- 1989: African Timber (Kinofilm)
- 1989: Bumerang-Bumerang (Kinofilm)
- 1990: Falsche Spuren
- 1990: Ekkehard (TV-Mehrteiler)
- 1991: Hurenglück
- 1992–1993: Schloß Hohenstein (Serie)
- 1995: Hotel Mama
- 1995: Das Wunschkind
- 1994–1996: Anna Maria – Eine Frau geht ihren Weg (Serie)
- 1999: Polizeiruf 110: Kopfgeldjäger
- 2000: Flashback – Mörderische Ferien
- 2001: Strange Eye (Kinokurzfilm)
- 2002: Polizeiruf 110: Silikon Walli
- 2002: Sinan Toprak ist der Unbestechliche (Serie)
- 2005: Scalpel (TV-Mehrteiler)